# Mercedes-Benz Unimog

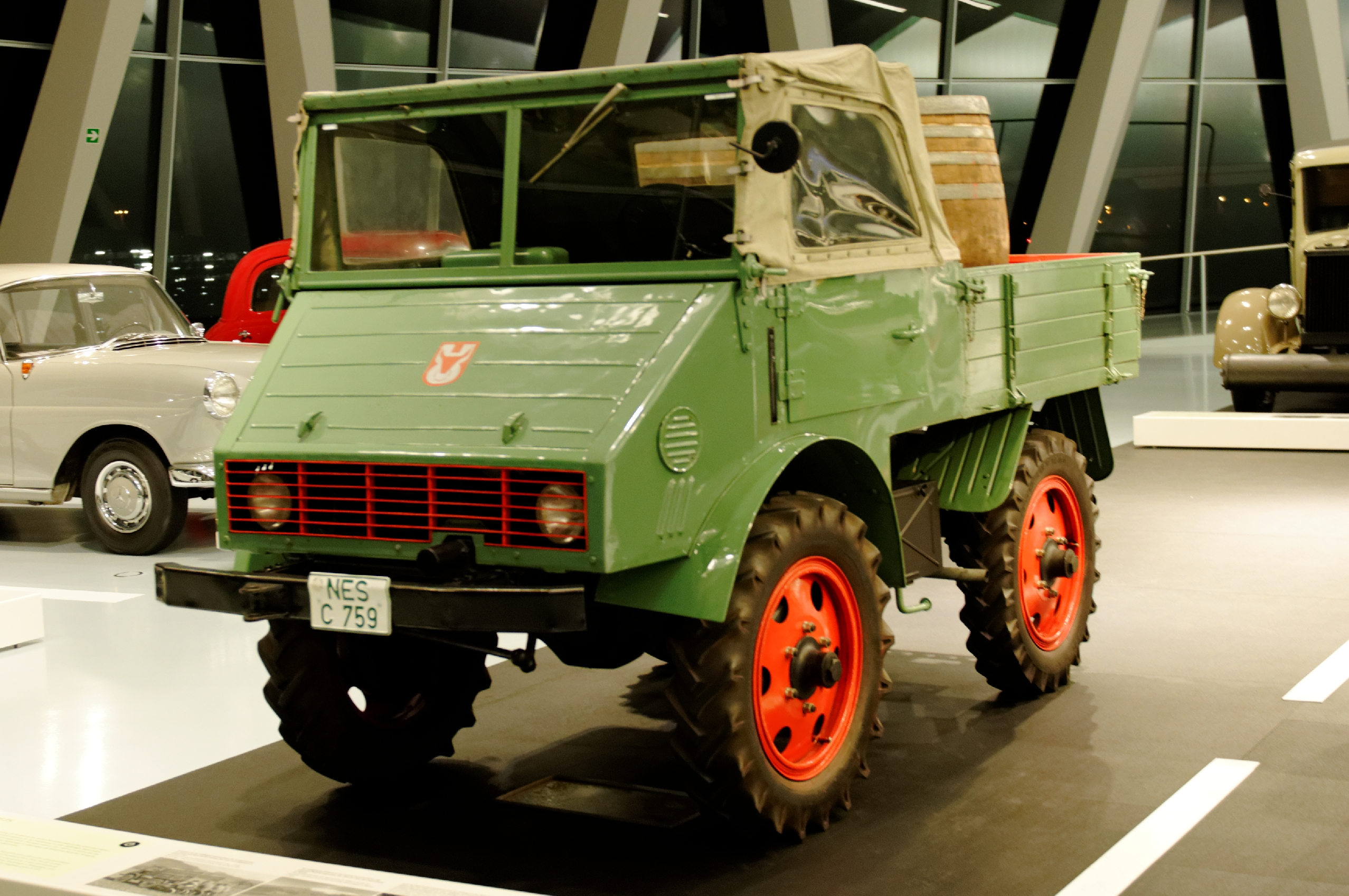
Um Boehringer Unimog 70200, modelo 1948.

O Unimog (Em Alemão: Universal-Motor-Gerät; Português: Equipamento universal motorizado) é a designação de uma série de caminhões off-road produzida pela Mercedes-Benz.
Devido às suas capacidades off-road, pode ser usado em florestas, montanhas e desertos como veículo militar, de bombeiros, expedições, e até mesmo em competições de camiões como o Rally Dakar. Na Europa são usados como limpa neves, para o transporte de equipamentos municipais, agrícolas, de construção civil e como veículos rodoferroviários.

## História
A Unimog surgiu pouco depois da Segunda Guerra Mundial, como um veículo para ser utilizado na agricultura, num papel mais polivalente que o tractor tradicional, nomeadamente ao nível da velocidade em estrada, pela Erhard und Soehne.
Uma herança deste passado agrícola, era a largura original entre rodados de 1,20 m, que correspondia à distância entre duas filas de batatas plantadas.

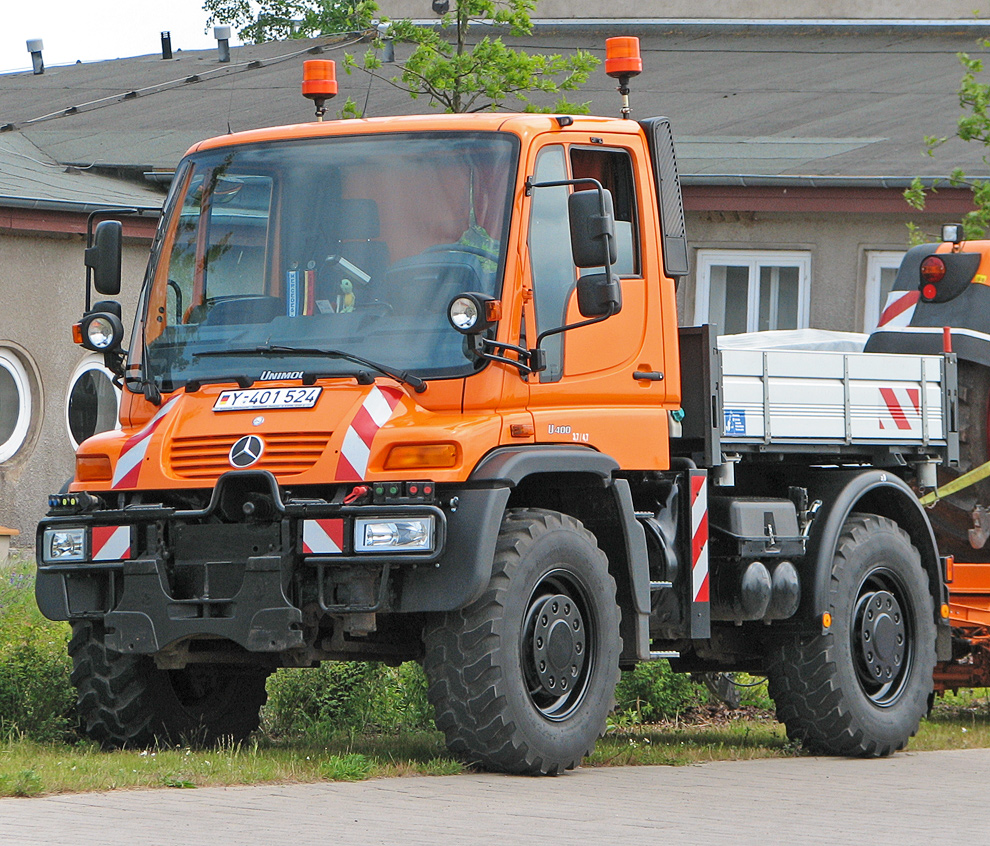
Unimog U400

Os trabalhos no novo modelo iniciaram-se em janeiro de 1946, e o primeiro protótipo estava operacional no final desse ano.
Este protótipo estava equipado com um motor a gasolina, pois o desenvolvimento do motor diesel não estava ainda concluído. O aspecto externo deste protótipo era já muito semelhante ao que a Unimog iria ter.
A produção da Unimog iria arrancar em 1947, já equipada com o motor diesel de 25-hp (19 kW) OM636 da Daimler Benz diesel.
Fabricada originalmente pela Boehringer, uma vez que por um lado a Erhard und Soehne não tinha a capacidade de produção, e por outro pela interdição imposta pelos Aliados no pós-guerra à Mercedes-Benz de produzir veículos todo o terreno; só em 1951 (quando a limitação foi levantada) a Unimog começou a poder usufruir de uma rede de distribuição e vendas fora da Alemanha.
Dada a sua versatilidade, e capacidade de circulação em todos os tipos de terreno, rapidamente a Unimog foi adoptada pelas forças armadas de vários países.
Comprada em grande quantidades por Portugal, a Unimog viu serviço activo em todas as frentes durante a Guerra Colonial, e ainda hoje equipa várias unidades e serviços.
No Brasil, foi comprado pelo Exército nos modelos U100L (Unimog 408), U1300L (Unimog 435) e U2150 (Unimog 437.1) e pela Marinha U1300L (Unimog 435), U2150 (Unimog 437.1) e U5000 (Unimog 437.4).